# برترپنداری
برترپنداری جهان‌بینی‌ای است که طبق آن سن، نژاد، گرایش جنسی، هویت جنسیتی، جنس، گونه، قومیت، دین، طبقه اجتماعی، باور، یا فرهنگ خاصی نسبت به صورتهای دیگر آن خصیصه برتر است و کسانی که دارای آنند حق دارند بر دیگرانی که آن را ندارند سلطه یافته، آنان را کنترل و مورد استثمار قرار دهند.